# Юдхіштхіра (володар Кашміру)
Юдхіштхіра (*д/н — бл. 670) — останній володар держави ефталітів і алхон-гуннів в Ганджхарі, Кашмір і Пенджабі у 630/633—670 роках. З санскриту ім'я перекладається як «Стійкий у битві».

## Життєпис
Походив з династії ефталітів (алхон-гуннів) Праварасени, праонуком якого був. Син володаря Нарендри (відомого як Хінґіла II). Посів трон близько 630 року. У хроніці «Раджатарангіні» значиться як Юдхіштхіра II, оскільки його діда Гокарну розглядають як Юдхіштхіра I.
На той час держава значно ослабла внаслідок важких війн проти магараджахірадж Прабхакаравардхани і Харши й фактично розпалася на окремі князівства (раджанати), де панували напівнезалежні раджи з правлячої династії. Основою Юдхіштхіри став східний Пенджаб й Кашмір. На початку панування остаточно втратив Кабулистан, а 666 року рештки Гандхари, які захопив тохара-ябгу Ишбара Ашина.
Втім найбільшим суперником став Дурлабхавардхана, володар Каркоту, що ще у 625 році повалив стриєчного брата Юдхіштхіри — Баладітью, захопивши князівство Гонанд. Ця війна остаточно послабила державу, внаслідок чого було втрачено Пенджаб, де запанувалися місцеві династії.
Тривала війна з державою Каркота завершилася близько 670 року поразкою Юдхіштхіри від Пратападітьї, що зайняв столицю Праварапуру. Втім ще декілька десятиліть існували дрібні ефталітські князівства.